# 奥平信昌
奥平 信昌（おくだいら のぶまさ）は、戦国時代から江戸時代初期にかけての武将、大名。上野小幡藩初代藩主、後に美濃加納藩初代藩主。初名は貞昌（さだまさ）。徳川家康の長女・亀姫を正室とし、家康に娘婿として重用された。亀姫との間に家昌など4男1女を儲けた。

## 経歴

### 服従と離反
三河国作手（つくで）の有力国人・奥平定能（貞能）の長男。母は牧野成種の娘。
奥平氏は祖父・貞勝の代までは今川氏に属していたが、桶狭間の戦い後に三河における今川氏の影響力が後退すると、徳川家康（信昌の再従兄。信昌の祖母が家康の外祖父・水野忠政の妹）の傘下となり遠江掛川城攻めに加わった。
元亀元年（1570年）姉川の戦いで信昌は敵2騎を斬って、その首を家康に差し出して、大いに感心された。
元亀元年（1570年）12月、武田氏の重臣の秋山虎繁が2500余騎を率いて東美濃の遠山氏の領地の一部を通って奥三河へ侵攻しようとした際に、信昌と父の奥平定能は徳川方として山家三方衆と三河衆2,500人と共に、同盟する遠山氏と共に武田（秋山軍）と対峙し、三河との国境の美濃国恵那郡上村にて戦闘が行われた（上村合戦）。数の上で有利だった遠山・徳川連合軍だったが、遠山氏が惨敗した様子を見て、既に武田方とも内通していた奥平定能親子ら山家三方衆と三河衆は殆ど戦わずして城へ逃げ入った。その後は武田氏に属した。
元亀三年（1572年）12月22日に行われた三方ヶ原の戦いにおいて山家三方衆は、武田家臣山県昌景に従軍している。
元亀4年（1573年）ごろ、家康は奥三河における武田氏の勢力を牽制するため有力な武士団・奥平氏を味方に引き入れることを考え、奥平氏に使者を送ったが、奥平貞能の返答は「御厚意に感謝します」という程度のものだった。そこで家康は織田信長に相談。信長は「家康の長女・亀姫を貞能の長男・貞昌に与えるべし」との意見を伝えてきたので、家康はその意見を入れ、貞能に亀姫と貞昌の婚約と領地割譲、貞能の娘を本多重純（本多広孝の次男）に入嫁させることを提示した。6月22日、貞能は家康に武田信玄の死が確実なことと貞能・貞昌親子が寝返りの意向を持っていることを伝えた。その後、亀姫との婚約を提案された貞昌は、武田家に人質として送っていた妻おふうと離縁。しばらくして徳川氏の家臣となった。
天正元年（1573年）9月21日、武田勝頼は、定能・貞昌親子の徳川帰参を受け、貞昌の元妻おふう（16歳）・貞昌の弟仙千代（13歳）など奥平氏の人質3人を処刑した。
天正元年（1573年）に父の奥平定能が信昌に家督を譲って隠居。

### 長篠の戦いと改名
天正3年（1575年）、武田氏に備え新城城を築城した。
奥平氏の離反に武田勝頼は、天正3年（1575年）5月に1万5,000の軍を率いて長篠城へ押し寄せた。貞昌は長篠城に籠城し、家臣の鳥居強右衛門に援軍を要請させて、酒井忠次率いる織田・徳川連合軍の分遣隊が包囲を破って救出に来るまで武田軍の攻勢を凌ぎきった。その結果、同月21日の長篠の戦いにおいて織田・徳川連合軍は武田軍を破り、勝利をおさめることができた。
この時の戦いぶりを信長から賞賛され、信長の偏諱「信」を与えられて名を信昌と改めた。信長の直臣でもないのに偏諱を与えられた者は、信昌の他に長宗我部信親や松平信康などがいるものの、これらはいずれも外交的儀礼の意味合いでの一字贈与であると考えられている。ただし、近年になって、武田信玄こと晴信の偏諱「信」を与えられて信昌と称したものの、後世の奥平氏がこの事情を憚って信長からの偏諱の話を創作したとする説も出されている。
家康もまた、名刀大般若長光を授けて信昌を賞賛した。家康はそれだけに留まらず、信昌の籠城を支えた奥平の重臣12名に対して一人一人に労いの言葉をかけた上に、彼らの知行地に関する約束事など子々孫々に至るまでその待遇を保障するという特異な御墨付きまで与えた。戦後、父・貞能から正式に家督を譲られた。

### 家康の女婿
天正4年（1576年）7月、徳川家康の長女亀姫が、信昌に嫁いだ。
天正7年（1579年）7月16日、家康は信長に馬を進上。使者は酒井忠次と奥平信昌。築山殿、松平信康殺害直前の使者だった。
天正10年（1582年）の天正壬午の乱では酒井忠次と共に武田家遺領へ侵攻。北条・上杉の停戦が合意され、北条軍が南下してくると酒井忠次・大久保忠世らは甲斐に撤退。奥平信昌・下条頼安らは伊那郡飯田城に撤退し、防戦のために籠城した。
天正12年（1584年）の小牧・長久手の戦いの羽黒の戦いでは、酒井忠次の先鋒を務めた。奥平信昌軍と森長可軍は川（五条川と推定）を挟んで激しく鉄砲戦を行った。奥平軍の鉄砲衆は腕利きが多かったといい、やがて森軍を圧倒し始めた。奥平軍はわずか一千人ほどであったが、森軍の真ん中に突入し、これを翻弄した。これをみた酒井忠次の軍勢が、横合いから森軍に突きかかり、森軍をさらに混乱させた。『長久手合戦記』などの軍記物によると、このとき酒井軍と奥平軍は、協力して「轆轤引（ろくろびき）」と呼ばれる戦法で、森軍を壊乱に追い込んだ。この「轆轤引」とは、酒井軍と奥平軍が、それぞれ左右から突撃と撤収を交互に繰り返すことで敵を混乱させる方法であったといわれる。
10月、信昌は東美濃の遠山氏の加勢として合流した。串原・明知遠山の攻勢が激化し、敵が高山にでてきたと聞いた秀吉は、森忠政を心配して、10月20日、東美濃に向けて急遽出陣する。しかし、10月22日、秀吉が近江坂本に到着すると、高山に押し出してきた敵は撤退したとの知らせが待っていた。
天正13年（1585年）、徳川氏の宿老・石川数正が豊臣秀吉のもとへ出奔し、数正によって秀吉に自家の軍事機密が流出したことに対抗するため、家康は急遽三河以来の軍制を武田信玄の軍制に改めた。かつて武田家に臣従していた信昌は、この軍制改革に貢献したという。
天正18年（1590年）7月、関東へ国替えとなった家康と共に関東に移転した。同年8月23日、上野国甘楽郡宮崎3万石に入封する。

### 初代京都所司代
慶長5年（1600年）、関ヶ原の戦いでは本戦に参加（一方で家史・中津藩史では、秀忠軍に属していたと記載あり）。内応を約束した小早川秀秋に叔父の奥平貞治を軍監として派遣。戦後は京都の治安維持のため、京都所司代を翌年まで務める。この時、京都潜伏中の安国寺恵瓊を捕縛した。恵瓊が所持していたという短刀・庖丁正宗は、信昌が家康に献じたものだが、改めて信昌に下されている。一方で太秦に潜伏していた宇喜多秀家には逃げられている。石田三成、小西行長、安国寺恵瓊が大坂や堺を罪人として引き回され京都に護送され信昌の監視下に置かれ家康の命により六条河原で斬首された。また、妙心寺の住職伯蒲慧稜が、三成の嫡男石田重家の助命を信昌を通じて嘆願した。
慶長6年（1601年）3月には、関ヶ原の戦いに関する一連の功として、上野小幡3万石から美濃国加納10万石へ加増転封される。慶長7年（1602年）、加納で隠居し、三男・奥平忠政に藩主の座を譲った。
慶長19年（1614年）には、忠政と下野国宇都宮10万石の長男・家昌に先立たれるが高齢を案じられてか、息子たちに代わる大坂の陣への参陣を免除された。そこで、唯一参戦した末男・松平忠明の下へ美濃加納の戦力だけは派兵している。翌年3月に死去した。

### 人物
- 信昌の長篠籠城を偲んで、大分県中津市の奥平神社では毎年5月に例大祭「たにし祭」が開催されている[8]。
- 家臣の奥山公重（奥山急加斎）から奥山流の剣法を習った。[9]
- 大坂冬の陣のとき、奥平九八郎（信昌）殿は家中のものたちに次のように申された。「方々、さっそくにも馬を売りはらわれるがよかろう」。これを聞いた家中の諸士が怪訝に思い理由を聞くと「ともかくも、この冬は和睦ということになろう。大坂ほどの名城をにわか攻めになることはまずあるまい。もしまたにわか攻めとなればこれはお上の誤りである。であるから馬は不要と申すのである」と申された。果たして信昌殿の申されたとおり、大坂冬の陣は講和となった。信昌は、冬の陣では家中の馬を売りはらわせられたが、ご帰陣ののち、みなのものに良馬を買い求めるように申しつけられた。[10]

## 登場作品
NHK大河ドラマ
- 『徳川家康』（1983年)、演：渡辺篤史
- NHK大河ドラマ「葵　徳川三代」（2000年）、演:岸本功
- 『どうする家康』（2023年)、演：白洲迅